# Thomas Gemke

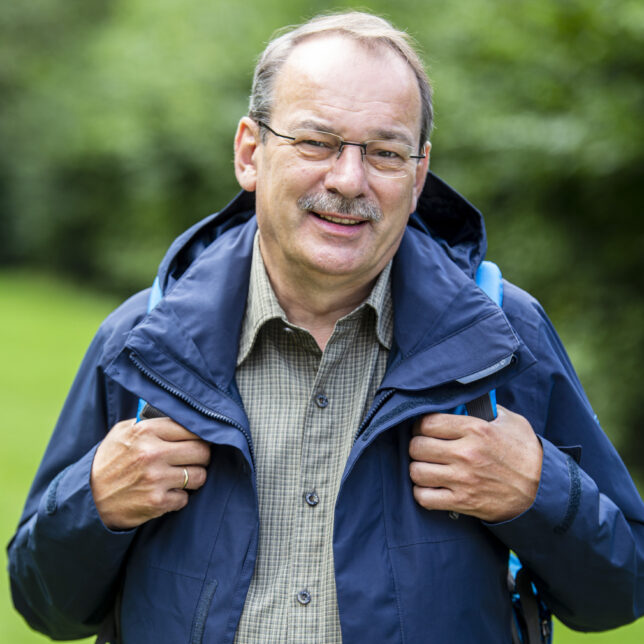
Thomas Gemke

Thomas Gemke (* 16. Dezember 1957 in Werl) ist ein deutscher Kommunalpolitiker (CDU). Er war von 2009 bis Oktober 2020 hauptamtlicher Landrat des Märkischen Kreises. Bei der Kommunalwahl 2020 hat er nicht mehr kandidiert.

## Leben und Beruf
Seit seinem vierten Lebensjahr lebt Thomas Gemke in Balve. Er ist verheiratet und hat zwei Kinder.
Gemke war tätig in der Bezirksregierung Arnsberg, der Bezirksregierung Münster und im Innenministerium Nordrhein-Westfalen sowie als Dezernent im Gemeinsamen Gebietsrechenzentrum Hagen, zuständig für Personal, Finanzen und Organisation.

## Politische Karriere
Seit 1972 war er Mitglied in der Jungen Union, seit 1974 dann Mitglied in der CDU, von 1982 bis 1984 war er zudem Kreisvorsitzender der Jungen Union. Von 1998 bis 2008 war er Fraktionsvorsitzender der CDU-Kreistagsfraktion.
Von 1999 bis 2009 war er Vorsitzender des Aufsichtsrates der Märkischen Verkehrsgesellschaft.
Seit 1984 ist er Mitglied des Rates der Stadt Balve, von 1984 bis 1994 war er Fraktionsvorsitzender im Rat der Stadt Balve.
Mitglied des Kreistages ist er seit 1994. Von 2008 bis 2009 war er erster stellvertretender Landrat, am 21. Oktober 2009 erfolgte der Amtsantritt als direkt gewählter Landrat des Märkischen Kreises.
Er war Mitglied der Landschaftsversammlung Westfalen-Lippe (seit 2009) und Verbandsvorsteher des kommunalen IT-Dienstleisters Südwestfalen-IT (SIT) – vormals KDVZ Citkomm in Iserlohn. Seit Juni 2018 ist er Präsident des Sauerländischen Gebirgsvereins (SGV), seit August 2018 auch Präsident des Landeswanderverbandes und seit Juni 2020 Vorsitzender des Vereins „LEADERsein! e.V. - Bürgerregion am Sorpesee“.

## Kontroversen
Im Dezember 2020 nahm die Staatsanwaltschaft Hagen aufgrund der Anzeige einer Privatperson Ermittlungen gegen Thomas Gemke auf. Hintergrund war die Kritik an der Erstellung eines Abschiedsvideos als Ersatz für die coronabedingt abgesagte Abschiedsfeier des scheidenden Landrats. Weil sich aber im Zuge der Ermittlungen die Vorwürfe einer strafrechtlich relevanten „pflichtwidrigen Verletzung des haushaltsrechtlichen Gebots der Wirtschaftlichkeit und Sparsamkeit“ als gegenstandslos erwiesen, wurde das Verfahren im November 2021 eingestellt.